# Skram (adelsslægter)
Skram er navnet på to uddøde danske uradelsslægter.
Den ene slægt Skram [m enhjørning] var en uradelig, uddød slægt, der stammede fra Sønderjylland, og som førte en halv sølv (hvid) enhjørning i blåt felt og på hjelmen tretten vekselvis blå og sølv-faner med guld-stænger. En Peder Skram nævnes 1315 blandt hertug Eriks forlovere ved forliget i Nyborg. Han var måske fader til Erik Skram, der gav gods til Løgumkloster for sit lejersted. Sidstnævntes sønnesøns søn, Christiern Skram til Urup i Østbirk s, der blev såret i låret i slaget 1518 ved Brännkyrka nær Stockholm, og var lam (eller halt?) resten af sin levetid. Han gjorde sit testamente 1519 Han var fader til søhelten, hr. Peder Skram (ca. 1491-1581), blandt hvis 18 børn med Elsebe Krabbe [af  Østergård] kun skal nævnes Niels Skram til Urup (1555-1601), der var indehaver af forskellige forleninger. Den nyere lidet fremtrædende slægt stammede fra nævnte Christiern Skrams broder, Ove Skram til Hammergård og Dejbjerglund. En af dennes efterkommere, Valdemar Skram til Sjelle skovgård og Todbøl (1617-1693), underskrev Suverænitetsakten 1661. Hans sønnesøn, kaptajn Valdemar Skram, der var død 1722, blev vistnok slægtens sidste mand, hans søster Elisabeth levede endnu 1746.
En anden slægt Skram [med stige] er af slægtebogsfruerne fejlagtigt kaldet stihage-Skram, men der var netop ikke hage på deres stormstige. Den er lige så fejlagtigt blandet sammen med Fasti og Spliid, der også fører stormstige i våbnet. Stamfar var en ukendt Astrad, Arst og/eller Arnest, hans  sønner var Jens Arstsen (-1349-), Peder Arstsen (-1349- før 1406-), Christiern Arnestsøn (-1361-), og Sönnich Arnestsen (-1361-1370?-). Slægten tog navn efter en mor af foranstående slægt. Landsdommer i Nørrejylland Erik Skram til Hastrup (død 1568) var fader til rigsråden Jørgen Skram til Tjele (1534-1592). Slægten uddøde med Elle og Maren Skram (-1673) til til Rammegård lidt SV f Lemvig.

## Væsentlige medlemmer af slægterne
- Erik Skram [m stige] (død 1568) til Hastrup – landsdommer
- Jørgen Skram [m stige] (1534-1592) til Tjele – landsdommer og rigsråd, søn af Erik
- Laurids Skram [m stige] (1530-1587) til Hastrup - lensmand
- Peder Skram [m enhjørning] (ca. 1503-1581) til Urup i Østbirk s – rigsråd, admiral, søhelt
- Niels Skram [m enhjørning] (1555-1601) til Urup - lensmand, søn af Peder